# NGC 4535A
NGC 4535A је спирална галаксија у сазвежђу Девица која се налази на NGC листи објеката дубоког неба.
Деклинација објекта је + 8° 16' 25" а ректасцензија 12h 34m 13,9s. Привидна величина (магнитуда) објекта NGC 4535 износи 15,2 а фотографска магнитуда 16,0.